# Karperzalmachtigen
De Karperzalmachtigen (Characiformes) vormen een orde van straalvinnige vissen. Er bestaan enkele duizenden soorten, waarvan de piranha's en tetra de bekendere zijn.

## Taxonomie
Van origine werden de karperzalmachtigen gegroepeerd binnen de familie karperzalmen (Characidae) die binnen de orde van de karperachtigen (Cypriniformes) vielen. De classificatie varieert en de familie van de karperzalmen is nog steeds polyfyletisch.
Op dit moment worden er 18 recente families, ongeveer 270 geslachten en ten minste 1674 soorten onderscheiden.

## Beschrijving
De vissen hebben allemaal een weberapparaat, een serie van beenachtige delen die de zwemblaas met het binnenoor verbinden. De meeste soorten hebben tanden binnen de bek vanwege de carnivore levenswijze.

## Verspreiding
De karperzalmachtigen worden gevonden in tropische meren en rivieren in Zuid-Amerika, Centraal-Amerika en Centraal-Afrika. Minstens 209 soorten leven in Afrika, waaronder vissen uit de onderorde Citharinoidei, de familie Afrikaanse karperzalmen (Alestiidae) en de Afrikaanse snoekzalmen (Hepsetidae). De rest van de karperzalmachtigen leeft in Amerika. Alle soorten leven in zoet water.

## Relatie tot de mens
Enkele karperzalmachtigen kunnen vrij groot worden en worden bevist. Veel soorten worden gehouden in aquaria vanwege de felle kleuren en de tolerantie met betrekking tot andere vissen.